# Grabeiche

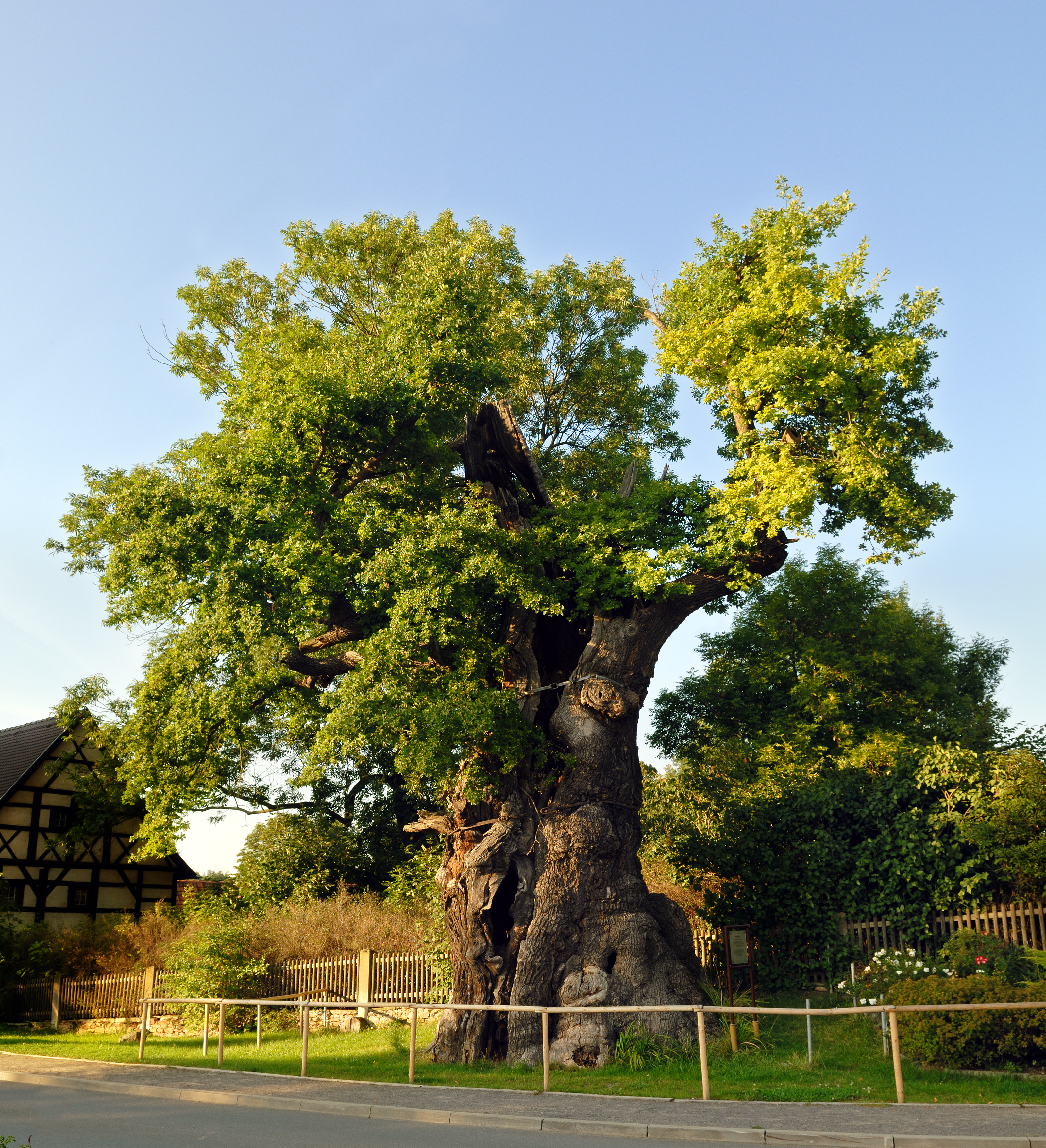
Grabeiche in Nöbdenitz im September 2009

Die Grabeiche (auch Begräbniseiche, Thümmel-Eiche oder „Tausendjährige Eiche“ genannt) ist ein markantes altes Baumexemplar der Stieleiche (Quercus robur) in Nöbdenitz in Thüringen. Im hohlen Stamm des Baumes befindet sich eine Grabstätte.
Laut Guinness-Buch der Rekorde handelt es sich um die älteste Stieleiche in Europa. Das im Guinness-Buch angegebene Alter von zirka 2000 Jahren ist jedoch umstritten. In der neuesten Literatur wird die Eiche auf ein Alter von 700 bis 800 Jahren geschätzt. Die Eiche befindet sich in der Ortsmitte von Nöbdenitz, etwa sechs Kilometer südwestlich von Schmölln, im thüringischen Landkreis Altenburger Land. In ihrem Wurzelraum, direkt unterhalb des hohlen Stammes, befindet sich eine gemauerte Gruft mit dem Leichnam des 1824 verstorbenen Rittergutsbesitzers Hans Wilhelm von Thümmel. Dieser war Schriftsteller, Chronist und Kartograf des Herzogtums Altenburg und hatte diese ungewöhnliche Begräbnisstätte vor seinem Tod von der Pfarrgemeinde erworben.

## Beschreibung
Koordinaten: 50° 52′ 25,3″ N, 12° 16′ 53,8″ O
Die Grabeiche steht auf etwa 230 Meter Höhe über Normalnull im Zentrum von Nöbdenitz in der Nähe der Kirche. Ursprünglich führte unmittelbar südwestlich des Naturdenkmals eine Straße vorbei, die im Jahre 2007 im Bereich der Eiche verlegt wurde. Dadurch hat sich um den Stammfuß eine Freifläche ergeben, auf der eine Schautafel über die Eiche informiert.
Die Höhe der Eiche wird mit knapp 14 Metern angegeben. Im Jahr 2002 betrug der Umfang des Stammes über dem Boden gemessen 12,7 Meter. Der Stamm ist durch Insektenfraß und das Zerstörungswerk des Schwefelporlings (Laetiporus sulphureus) vollkommen hohl. Er ist sehr unregelmäßig ausgebildet und endet oben abrupt in einer scharfkantigen Bruchstelle. Die Krone ist schon im frühen 19. Jahrhundert auf einer Stammhöhe von ungefähr zehn Metern abgebrochen, eine Sekundärkrone unterhalb der Bruchstelle besteht aus zwei Seitenästen mit einer Breite von 15 Metern in Nord-Süd-Richtung und von zehn Metern in West-Ost-Richtung. Von der Bruchstelle bis kurz über dem Boden ist der Stamm vertikal gespalten und wird durch drei breite Eisengurte aus Ketten- und Bandgliedern zusammengehalten. Damit soll das endgültige Auseinanderbrechen des Stammes, welches das Ende des Baumes bedeuten würde, verhindert werden. Wann und von wem diese Sicherung angebracht wurde, ist nicht bekannt.
Für die Eiche ist ein Adventivstamm lebenswichtig, der sich vor einigen Jahrzehnten im hohlen Stammbereich auf der Südwestseite gebildet hat und der im unteren Bereich stark borkig ist. Über diesen Jungstamm, der durch die großflächige Öffnung der Nebenkrone ausreichend Licht und Niederschläge erhält, bekommt die Eiche genügend Nahrung. Sie befindet sich dennoch in keinem guten Zustand. Der hohle Stamm ist bereits in vielen Bereichen abgestorben und morsch. Die Krone weist ebenfalls schon viele Schäden auf. Einige Zweige sind durch Kümmerwuchs nur mangelhaft ausgebildet. Die Standfestigkeit der Eiche ist allerdings noch nicht unmittelbar gefährdet.
Über das Alter der Eiche gibt es verschiedene Angaben. Das Guinness-Buch der Rekorde gibt ihr Alter mit 2000 Jahren an. Damit wäre die Grabeiche nicht nur die älteste Eiche in Deutschland, sondern in ganz Europa. Dies ist aber umstritten. Hans Joachim Fröhlich gab 1994 ein Alter von 1000 bis 1200 Jahren an. Dieses Alter dürfte aber ebenfalls noch zu hoch sein, insbesondere wenn man die Zerstörung des Stammes durch den Schwefelporling und holzabbauende Insekten berücksichtigt.
Wegen des hohlen Stammes können die Jahresringe nicht ausgezählt werden. Eine Altersbestimmung an einem Altast ist, bedingt durch den Kronenbruch von 1820, ebenfalls nicht durchführbar. Der Stamm der Eiche verstärkte sich in den vergangenen hundert Jahren nur unwesentlich und eine größere Umfangszunahme ist auch in Zukunft nicht zu erwarten, weshalb sich das Alter auch nicht anhand des Dickenwachstums bestimmen lässt. Zudem fehlen auch belegte jährliche Zuwachsraten des Adventivstammes. In der neuesten Literatur wird das Alter des Baumes mit 700 bis 800 Jahren angegeben. Auch mit diesem Wert zählt die Grabeiche zu den ältesten Eichen Deutschlands. Andere Eichen, die von Fachleuten zeitweise als die ältesten in Deutschland angesehen wurden, sind beispielsweise die Femeiche, die Gerichtseiche bei Gahrenberg und die Ivenacker Eichen.

## Geschichte

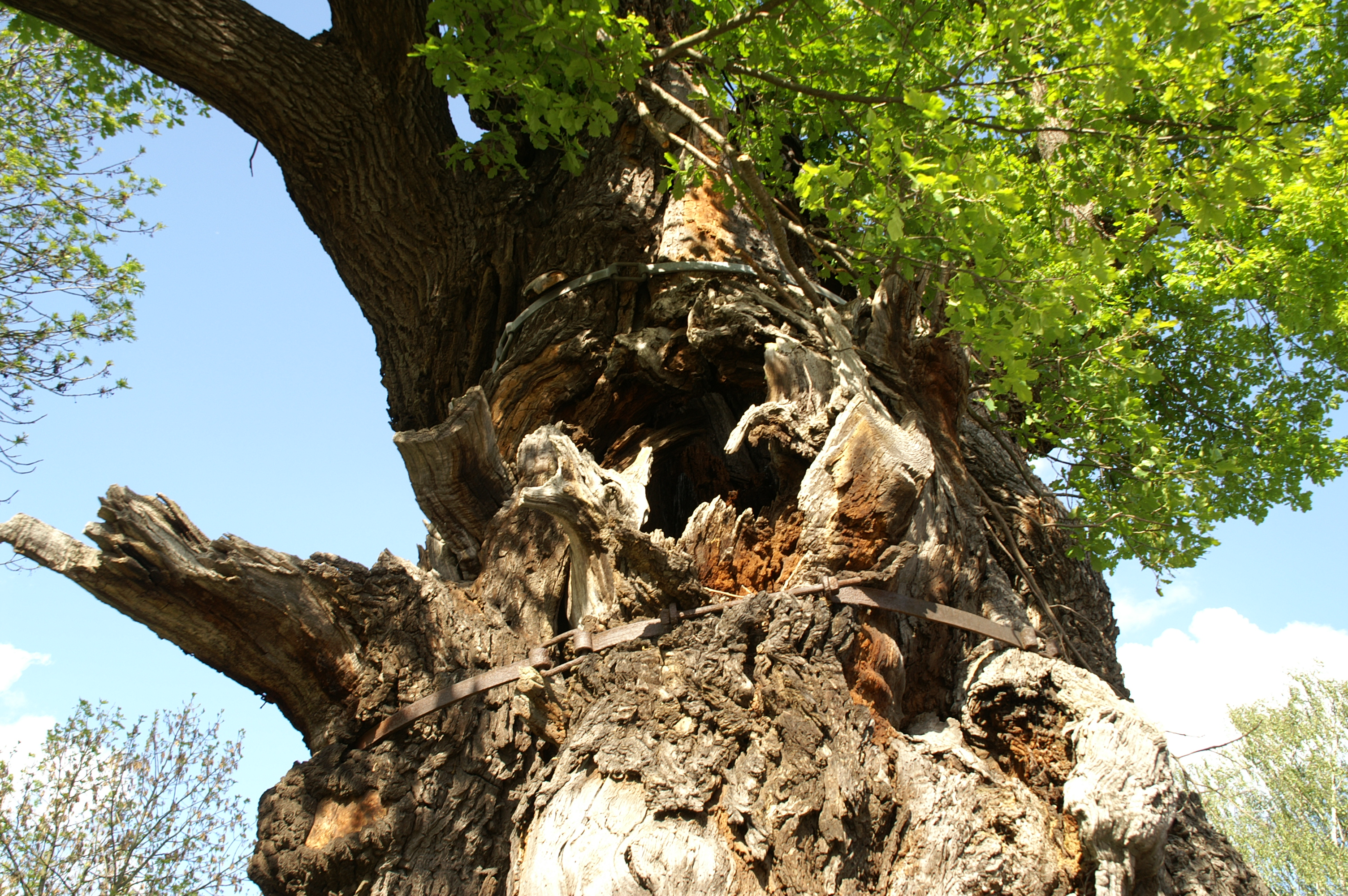
Stammtorso mit zwei Eisenbändern im Mai 2007

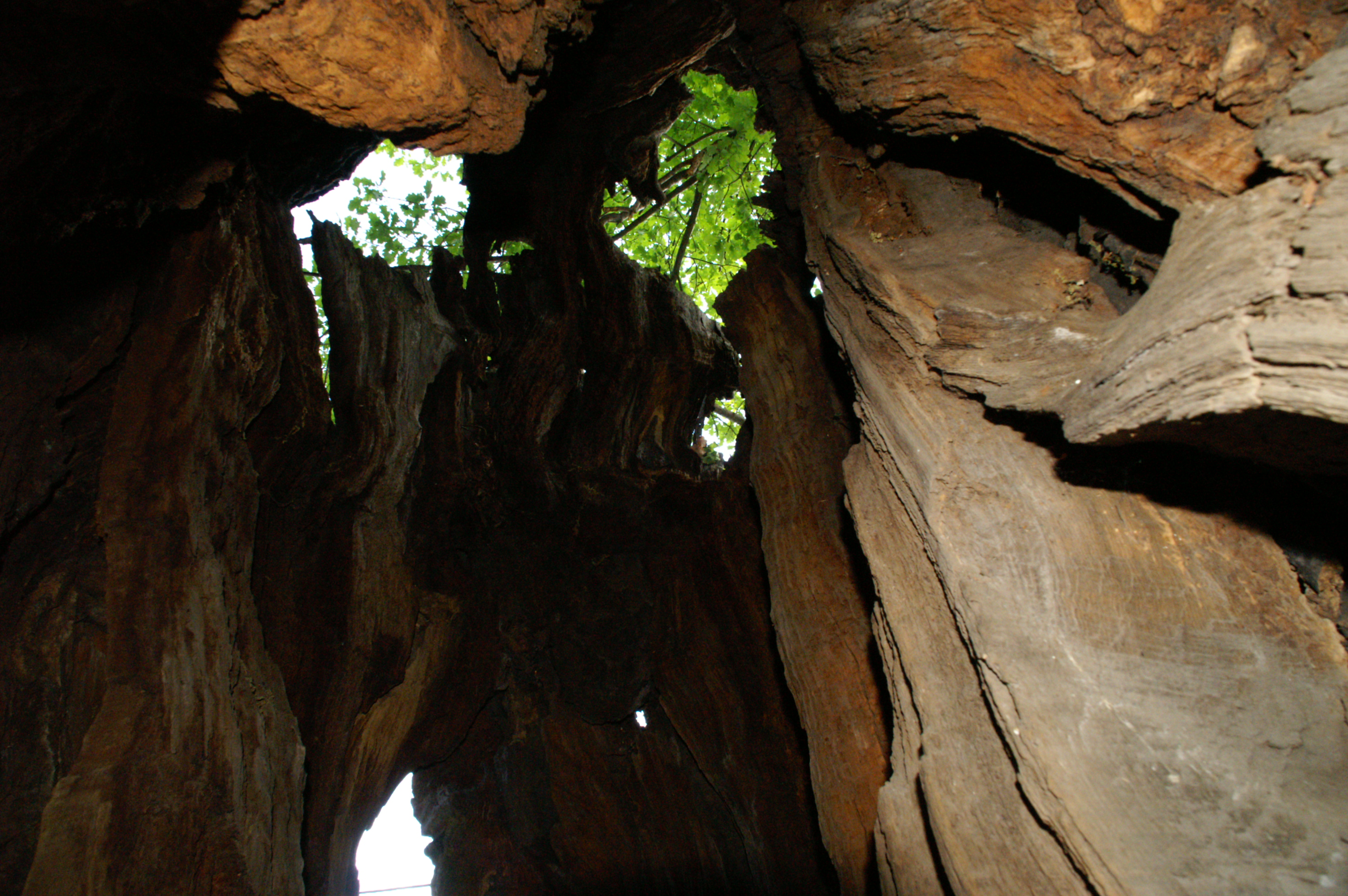
Der hohle Stamm von innen im Mai 2007

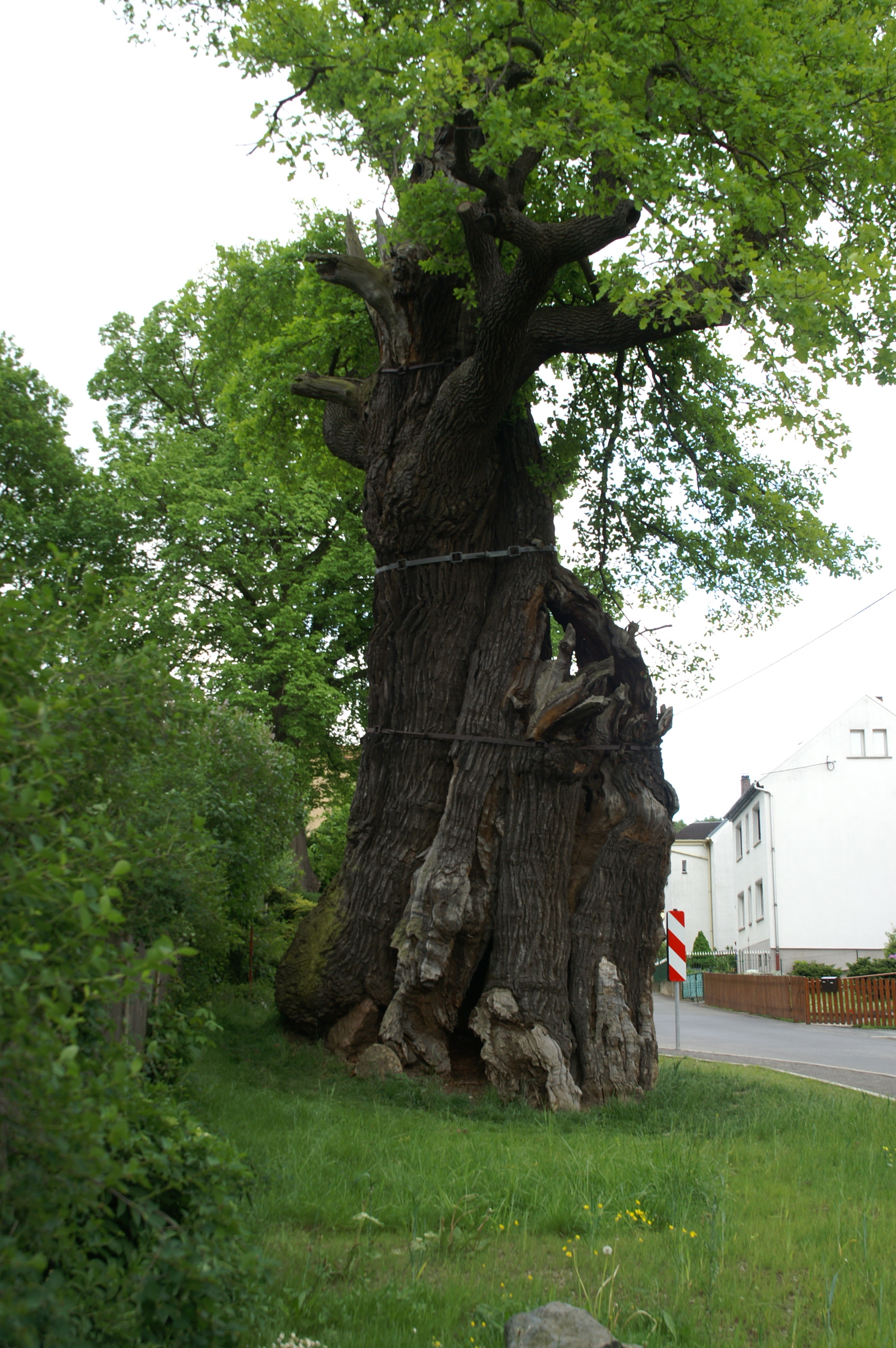
Grabeiche in Nöbdenitz im Mai 2007

Am Befall durch den Schwefelporling leidet die Eiche schon seit Jahrhunderten. Die Zerstörungen am Stamm begannen, als die Eiche bereits geschwächt war. In einem Eintrag im Kirchenbuch der Nöbdenitzer Pfarrei im Jahre 1598 wird die Eiche mit den Worten beschrieben:

„Ein hohler Eichenbaum, stammet noch aus heidnischer Zeit.“

In den vergangenen Jahren konnten allerdings keine neuen Fruchtkörper des Schwefelporlings an der Eiche festgestellt werden.
1815 wurde die Eiche vom Blitz getroffen. Bei einem Sturm, der mehrheitlich auf das Jahr 1820, von einigen Quellen aber auch auf die Jahre 1812 oder 1819 datiert wird, brach die Krone auf einer Stammhöhe von ungefähr zehn Metern ab. Zudem brachen dabei mehrere starke Äste heraus. Die Eiche erholte sich bis in die heutige Zeit nur langsam von diesem Kronenbruch.
Im Jahre 1826 schrieb Friedrich August Schmidt über die Eiche:

„Zu seinem Begräbnisplatze hatte er schon lange vorher eine alte Eiche – die sich mitten im Dorfe Nöbdenitz erhebt und in deren kühlem Schatten er oftmals, auch in geselligen Kreisen, auf daselbst angebrachten Moossitzen ausgeruhet und manche seiner sinnigen aphoristisch dargestellten Lebenserfahrungen niedergeschrieben hatte – bestimmt; unter ihrem Stamme wollte er ohne Sarg, wie sein fürstlicher Freund Ernst II. ruhen. Sein Wille wurde genau befolgt. Der Leichnam, von Altenburg nach Nöbdenitz gebracht, wurde dicht unter der Eiche in einer sitzenden Stellung eingesenkt; und blos der Baum bezeichnet den Ort, wo seine irdische Hülle schlummert.“

Der Berliner Altertumsforscher Gustav Parthey, der bei Herzogin Anna Dorothea von Kurland in Löbichau zu Besuch war, berichtete in seinem Tagebuch über die Eiche:

„[…] Mit Ehrfurcht betrachteten wir eine mitten im Dorfe stehende Eiche von ungeheurem Umfange. Der Volksglaube machte sie zu einem Druidenbaume der heidnischen Germanen, und die Schätzung der Botaniker gab ihr ein Alter von 2000 Jahren. In der Höhlung des Stammes konnten 10 bis 20 Menschen neben einander stehen. Der Minister hatte angeordnet, dass man ihn unter der Eiche begraben sollte, damit seine irdischen Überreste unweit als sprossende Zweige und grüne Blätter an die freie Himmelsluft hinausgelangen möchten […]“

Im Jahr 1937 beschrieb Bauamtmann M. Berg den Zustand der Eiche:

„Das Alter der unweit von Kirche und Gottesacker am Pfarrgarten stehenden Eiche wird auf 2000 Jahre geschätzt. Wenn für die Richtigkeit der Schätzung auch nicht der Beweis erbracht werden kann, so steht doch immerhin fest, daß die Eiche der weitaus älteste Baum der Gegend ist. […] Auch am Bauminnern sind die Jahrhunderte nicht spurlos vorbeigegangen, wie der fast völlig ausgefaulte und hohl gewordene Stamm zeigt. Er birgt in seinem Innern eine recht geräumige Höhle, deren Zugang mit einer Gittertür verschlossen ist, […] Trotz des Verlustes von Krone und Kern lebt der von starken Eisenbändern zusammengehaltene Stamm weiter, wird alle Jahre wieder grün, trägt reichlich Früchte und bedeutet mit seiner knorrigen, trutzigen Gestalt ein ehrwürdiges Naturdenkmal.“

Die Eiche wird seit 1940 als Naturdenkmal geführt. Die vorbeiführende Dorfstraße wurde in der zweiten Hälfte des 20. Jahrhunderts verbreitert und asphaltiert, wodurch die Asphaltdecke unmittelbar an den westlichen Stammfuß heranreichte. Im Zuge der Straßenverbreiterung wurden eine Rohrleitung für die Kanalisation und eine Erdgasleitung verlegt, die den Wurzelbereich berührten. Die asphaltierte Straßendecke beeinflusste auch den Lebenshaushalt der Eiche, da die Bodenqualität im Bereich der Wurzeln unterhalb der Asphaltdecke nicht mehr den früheren Verhältnissen entsprach. Der Eiche standen weniger Niederschläge zur Verfügung, die größtenteils oberirdisch abliefen. Beim Straßenausbau war vermutlich auch der zur Straße zeigende unterste Starkast entfernt worden.
Vor einigen Jahren wurden mehrere Äste gestutzt, die jetzt zehn bis 30 Zentimeter lang sind. Das mittlere der drei Eisenbänder, die den Baum zusammenhalten, wurde erneuert. Um die Beeinträchtigung des Baumes durch die Bodenverdichtung zu beseitigen, wurde im August 2006 ein baufälliges Haus gegenüber der Eiche abgerissen und im Jahr 2007 die Straße dorthin verlegt. Dadurch erhält die Eiche wieder mehr Feuchtigkeit und im aufgelockerten Boden eine bessere Durchlüftung der Wurzeln. Dadurch erhofft man sich eine Verlängerung ihres Lebens. Weiterhin ist vorgesehen, den Kronenbereich durch Stützen zu entlasten.
Im Jahre 2009 bestand die Gefahr, dass die Eiche umstürzte. Die mächtige Krone des Baumes wurde nur noch vom äußeren Rand des Stammes gehalten. Einem Gutachten zufolge war die Standsicherheit nicht mehr gegeben; der mittlere Stützring konnte seine Aufgabe nicht mehr erfüllen. Im mittleren Teil des Stammes wurde deshalb ein weiterer Eisenring angebracht. Ein Statikbüro führte eine Tragwerksplanung durch, um den genauen Lastpunkt des Baumes zu berechnen und den Druck vom Stamm zu nehmen. Zwei Stahlrohre wurden in ein Betonfundament eingelassen und stützen nun an der berechneten Stelle den Baum ab. Um bei einem eventuellen Einknicken des Stammes das Umfallen auf die Straße und den Gehweg zu vermeiden, wurden zusätzlich zwei Halteseile vom Pfarrgarten aus zur Eiche gespannt. Die gesamte Maßnahme kostete etwa 13.000 Euro. 5.000 Euro trug die Gemeinde Nöbdenitz, den Rest übernahm der Landkreis.
Im Mai 2014 gab es Bestrebungen, die Eiche wegen Gefährdung der Verkehrssicherheit zu fällen. Landesweite Bürgerproteste konnten jedoch eine Rettung des Naturdenkmals durchsetzen.

## Entwicklung des Stammumfangs

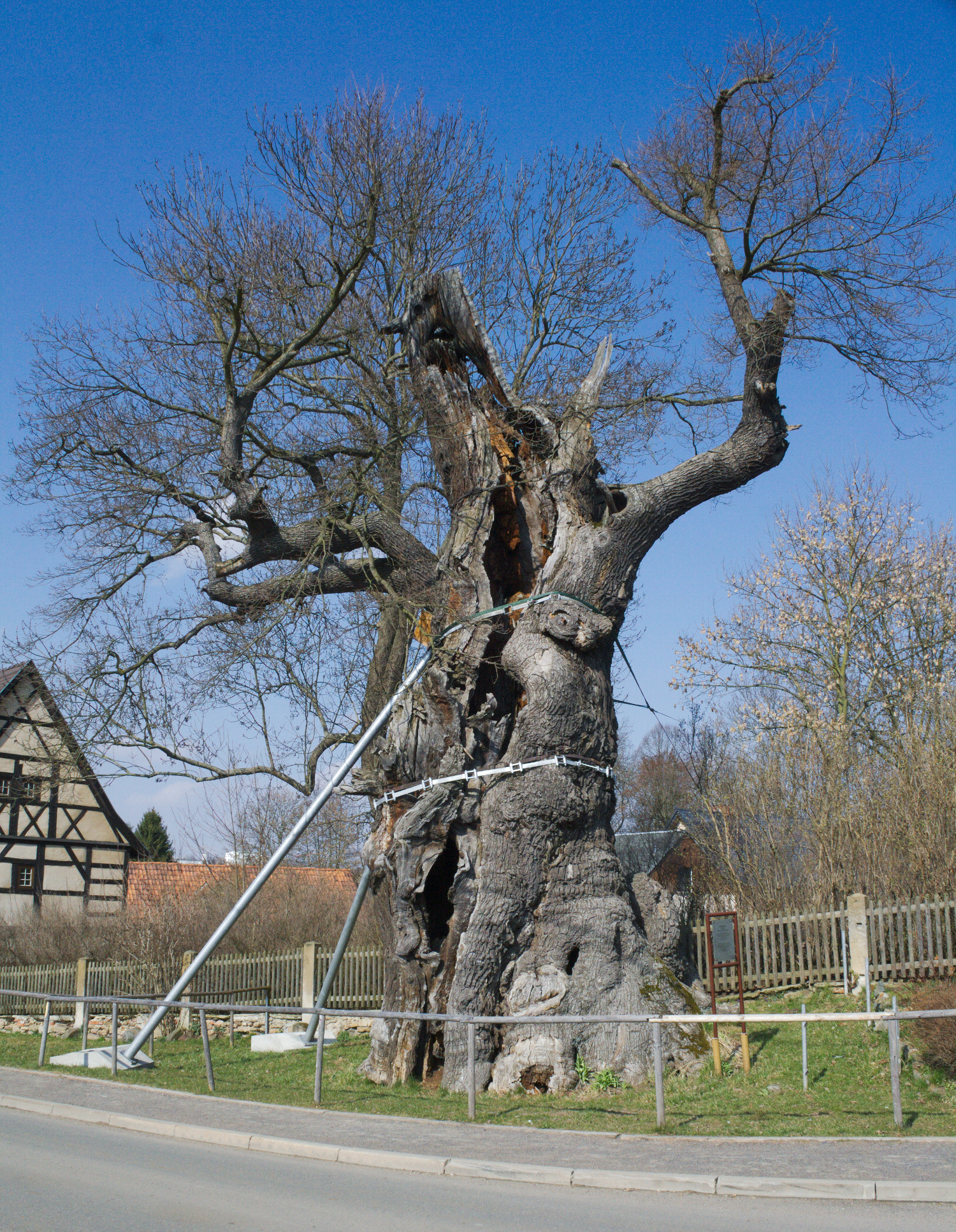
Grabeiche in Nöbdenitz im März 2011

Der Umfang der Eiche wurde in den letzten Jahrhunderten mehrmals ermittelt. Ernst Amende gab 1902 einen Umfang in Bodennähe von zwölf Metern und in Mannshöhe von 8,3 Metern an:

„Nöbdenitz liegt anmutig im Sprottenthale. Es zählt 289 Einwohner, hat Bahnhof, Kirche, Pfarrei, Schule und ein großes Rittergut. Der Ort hat eine Sehenswürdigkeit eigener Art aufzuweisen. Neben der Pfarrei, am Wege nach Raudenitz, steht eine uralte Eiche. Ihr Stamm hat unmittelbar über dem Boden einen Umfang von 12 m, in Mannshöhe 8,30 m. Er ist hohl und wird durch eiserne Reifen zusammengehalten […]“

1937 wurde die Eiche von Bauamtmann Berg vermessen. Er ermittelte einen Umfang in Bodennähe von 12,5 Metern. Im Jahre 1990 betrug der Stammumfang in einem Meter Höhe elf Meter. Um das Jahr 2000 hatte der Stamm an der Stelle seines geringsten Durchmessers (Taille) einen Umfang von 9,12 Metern. Der Brusthöhenumfang, 1,3 m oberhalb des höchsten Bodenbereichs gemessen, beträgt 10,25 m (2014). Weitere Messungen liegen vom 19. April 2001 vor. Der Umfang bezieht sich dabei auf einer Höhe von 1,3 Metern. Da der Boden um die Eiche stark abfällt und der Stamm stark konisch ausgebildet ist, wurden mehrere Messungen durchgeführt und daraus ein Mittelwert von 10,64 Metern berechnet. Um einen Vergleich mit den früheren Messungen, die am Boden durchgeführt worden waren, zu ermöglichen, wurde die Eiche am 11. Juni 2002 erneut vermessen. Der Umfang in Bodennähe betrug dabei 12,7 Meter. Demnach wurde die Eiche in den letzten hundert Jahren etwa elf Zentimeter dicker, was ein sehr geringes Dickenwachstum bedeutet. Dabei ist aber zu berücksichtigen, dass sich das Bodenprofil in diesem Zeitraum, bedingt durch Erdbewegungen, veränderte.

## Thümmel-Grabstätte
Die Eiche gilt als der einzige Baum in Deutschland, in dem sich eine Grabstätte befindet. Im hohlen Innenraum des Wurzelbereiches ruht der 1744 auf einem Rittergut bei Leipzig geborene Hans Wilhelm von Thümmel. Er starb am 1. März 1824 im Alter von 80 Jahren und wurde gemäß seinem Vermächtnis am 3. März 1824 in einer ausgemauerten Gruft im Wurzelraum der Eiche bestattet. Diese Bestattung wurde von der herzoglichen Regierung genehmigt und ist im Kirchenregister dokumentiert. Nach der Begräbnisrede wurde der Leichnam ohne Sarg auf eine Moosbank gebettet. Die Gruft wurde oben mit drei Natursteinen verschlossen und darauf eine amtlich vorgeschriebene, 30 Zentimeter dicke Schicht aus Löschkalk als Versiegelung der Gruft aufgetragen. Die Bestattung ist im Totenregister der Pfarrei von Nöbdenitz 1824 beschrieben:

„Gestorben in Altenburg den 1. März 1824 früh 1 Uhr. Beigesetzt unter der von dem seeligen Herrn Geh. Rate erkauften Pfarreiche auf Bewilligung Herzogl. Regierung in einer dazu ausgemauerten Gruft – vermauert wider alle Besorgnis einer gefährlichen Ausdünstung des toten Körpers – mit einer Rede.“

Damit die Eiche als Andachtsraum genutzt werden konnte, stellte man im Inneren des hohlen Stammes eine Sitzbank aus einem hohlen Weidenstamm und eine Holzkonsole auf. Die Ritzen des Stammes wurden mit Moos abgedichtet, der Andachtsraum wurde durch eine eiserne Gittertür zur Straße hin abgeriegelt und die Eiche mit Sandsteinsäulen und einem Lattenzaun umfriedet. Von der Eisentür zeugt eine verrostete senkrechte Eisenschiene am Stamm, an der die Tür angebracht war.

### Hans Wilhelm von Thümmel

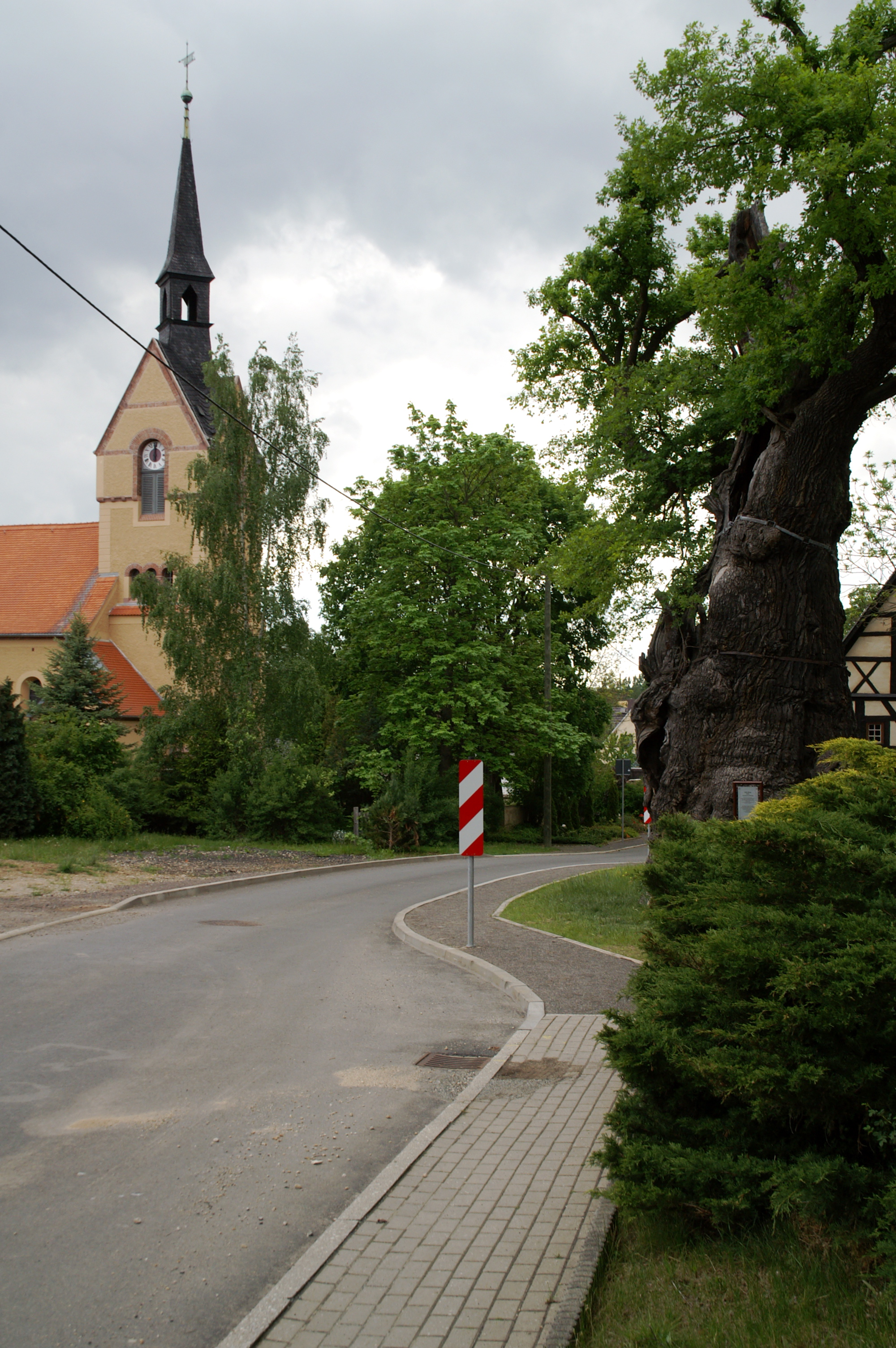
Grabeiche und Kirche im Mai 2007

Die Verbindung von Thümmel mit Nöbdenitz begann im Jahre 1785, als er die Rittergutsbesitzerin Charlotte von Rothkirch-Trach heiratete. Diese erbte später die Rittergüter Nöbdenitz und Untschen. Thümmel übte viele verschiedene Tätigkeiten aus. Am Hof des Herzogtums Sachsen-Gotha und Altenburg bekleidete er verschiedene Ämter und wurde der Freund von Herzog Ernst II. Er brachte es vom Pagen bis zum Geheimrat und später sogar zum Minister. Zwischen 1803 und 1808 unternahm er mehrere diplomatische Missionen in Berlin, Paris, Kopenhagen und anderen Städten. Bekannt wurde er auch durch die Gründung der Kammerleihbank und die Förderung des Straßenwesens. Er schied 1817 aus dem herzoglichen Dienst aus, wo er einen großen Einfluss ausgeübt hatte. Thümmel hatte sich auch mit der Landvermessung beschäftigt und hinterließ am Ende seiner Dienstzeit ein umfangreiches topografisches Kartenwerk. Dieses umfasst die Ämter Ronneburg und Altenburg und ist als Thümmel-Karten bekannt geworden, die 1813 fertiggestellt wurden. Danach hielt sich Thümmel öfters in Nöbdenitz auf und besuchte auch die Herzogin Anna Dorothea von Kurland, da er bis zum Jahre 1821 dem Dichterkreis des Musenhofs angehörte. Er war sehr romantisch veranlagt und legte verschiedene Gärten und Parkanlagen an. Nachdem er sich zur Ruhe gesetzt hatte, schuf er auch in Nöbdenitz eine Gartenanlage. Die Errichtung der Gärten und Parkanlagen kostete den ehemaligen Minister viel Geld, so dass er schließlich mittellos wurde. Dadurch kam es immer wieder zu Streitigkeiten zwischen den Ehepartnern. Bei einem solchen Streit schrie ihn seine Frau an: „Ohne Heirat hättest du nicht einmal genug Land für dein Grab!“
Daraufhin kaufte der gekränkte Ehemann von der Pfarrei die Eiche, die sich im damaligen Pfarrgarten befand, um sie nach seinem Tode als Grabstätte zu nutzen. Eine Schilderung des Grabmals gab Bauamtmann Berg im Jahre 1937:

„Der Zugang zu diesem wohl einzigartigen Erdbegräbnis wurde mit Felsblöcken bis auf eine kleine Schlupföffnung vermauert und mit einer Eisengittertür verschlossen.“

### Untersuchung der Grabstätte

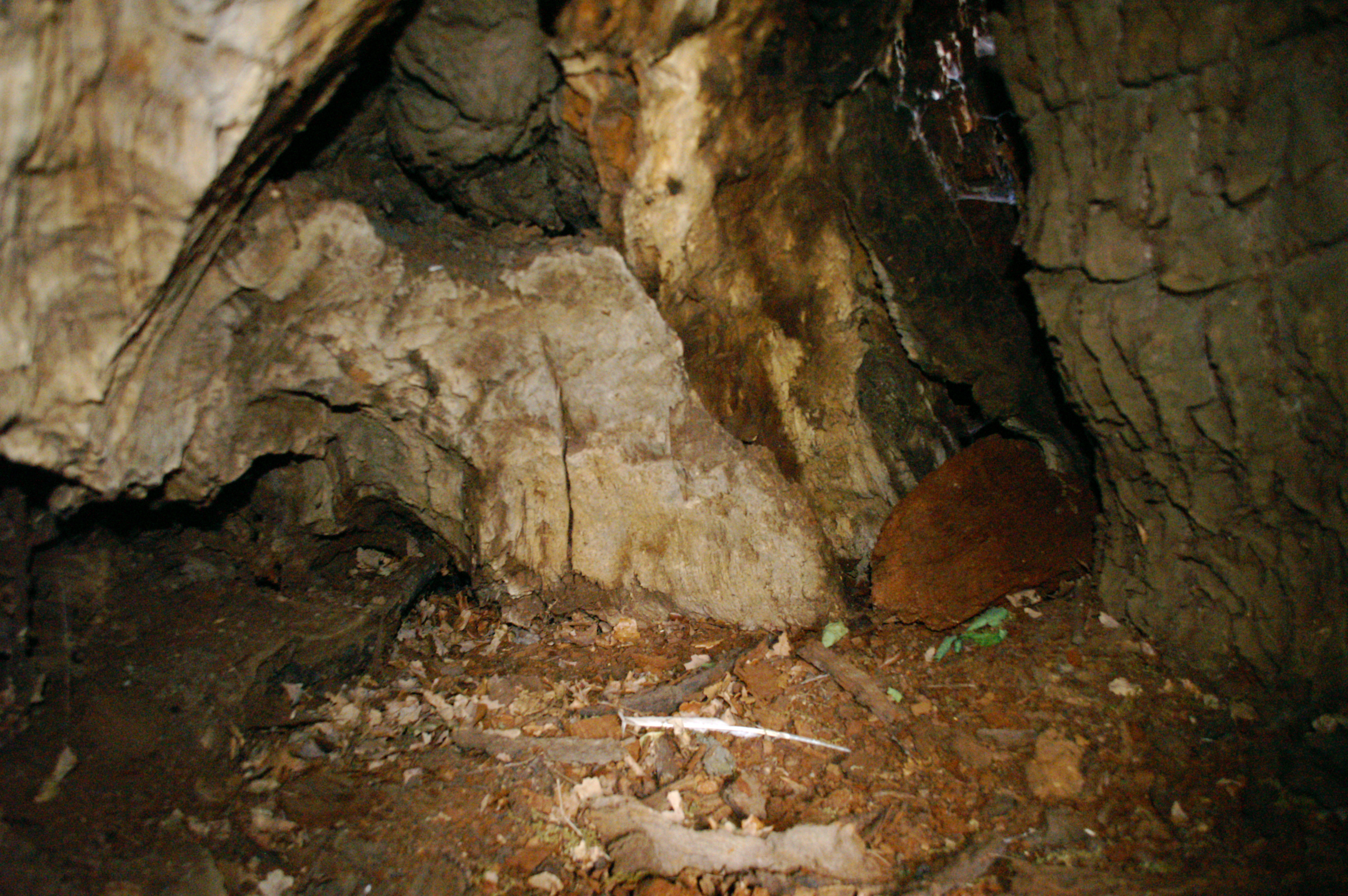
Innenraum des Stammes im Mai 2007

Über den Leichnam unter der Eiche erzählte man sich viele Geschichten. Mehrere Jahrzehnte lang wurde berichtet, dass der Tote auf einem Stuhl sitzend in der Eiche eingemauert worden sei. Andere wiederum bezweifelten, dass sich überhaupt ein Toter in der Eiche befindet. Um endlich Klarheit zu schaffen, versuchte der Heimatforscher Ernst Bräunlich aus Posterstein, der jahrelang Lehrer in Nöbdenitz war, 135 Jahre nach Thümmels Tod den Sachverhalt zu ergründen. Am 8. April 1959 entdeckte er mit seinen Schülern, die er für diese Untersuchung gewinnen konnte, in der Stammhöhle einen Andachtsraum. Darin befanden sich eine zerbrochene Vase, eine morsche Holzkonsole und Reste metallener Kranzschleifen. Daraufhin gruben sie ein Loch in den Boden und fanden nach Beseitigung von Erde und morschem Holz die Kalkschicht mit einer Dicke von 20 Zentimetern und die drei Natursteinplatten. Der darunter liegende Hohlraum konnte durch einen Spalt mit einer Taschenlampe ausgeleuchtet werden, wobei man ein Skelett erblickte, das quer zur ehemaligen Fahrbahn der Dorfstraße und mit dem Kopf in südlicher Richtung lag. Das zwei Meter lange Grab lag 1,3 Meter tief und war 85 Zentimeter breit. Mit dem Fund des Skeletts waren alle Zweifel an der Baumbestattung ausgeräumt.